# Sárrétudvari, Hajdú-Bihar
Sárrétudvari  este un sat în districtul Püspökladány, județul Hajdú-Bihar, Ungaria, având o populație de 3.089 de locuitori (2011). 

## Demografie
Componența etnică a satului Sárrétudvari
     Maghiari (96,13%)
     Romi (3,87%)
Componența confesională a satului Sárrétudvari
     Reformați (36,65%)
     Fără religie (25,83%)
     Romano-catolici (1,75%)
     Necunoscută (35,03%)
     Alte religii (0,91%)
Conform recensământului din 2011, satul Sárrétudvari avea 3.089 de locuitori. Din punct de vedere etnic, majoritatea locuitorilor (96,13%) erau maghiari, cu o minoritate de romi (3,87%). Nu există o religie majoritară, locuitorii fiind reformați (36,65%), persoane fără religie (25,83%) și romano-catolici (1,75%). Pentru 35,03% din locuitori nu este cunoscută apartenența confesională.